# Bountyphaps obsoleta
Bountyphaps · Pigeon de l'île Henderson, Pigeon archaïque de l'île d'Henderson
Genre
Espèce
Bountyphaps obsoleta, le Pigeon de l'île Henderson ou Pigeon archaïque de l'île d'Henderson, unique représentant du genre Bountyphaps, est une espèce éteinte d'oiseaux de la famille des Columbidés (les pigeons). Son extinction remonterait au XIe siècle.

## Systématique
Le genre Bountyphaps et l'espèce Bountyphaps obsoleta ont été décrits en 2008 par Trevor Henry Worthy (d) et Graham M. Wragg (d).

## Découverte
Les ossements utilisés pour la description de cette espèce de pigeon éteinte proviennent des fouilles réalisées sur l'île Henderson dans le groupe de Pitcairn du sud-est de la Polynésie. Il a été décrit en 2008 comme un nouveau genre et une nouvelle espèce provenant des restes subfossiles trouvés durant cette importante campagne de fouilles multidisciplinaire dénommée Sir Peter Scott Commemorative Expedition.

## Étymologie
Le nom du genre a été donné à la fois pour le navire HMS Bounty avec lequel, à la suite de la célèbre mutinerie, les Européens ont découvert pour la première fois les îles Pitcairn, et pour l'ancienne abondance que l'oiseau fournissait comme nourriture ; avec le grec phaps (pigeon sauvage).
L'épithète spécifique obsoleta vient de l'adjectif latin pour "éteint" ou "oublié" précisant ainsi que l'espèce est considérée comme éteinte.

## Description et taxonomie
L'espèce Bountyphaps obsoleta est décrite comme un grand pigeon, de taille comparable aux grandes espèces de Columba ou de Ducula. Les pigeons de cette espèce sont plus grands que ceux des trois autres espèces avec lesquelles ils coexistaient sur l'île d'Henderson,. Il est supposé qu'il était capable de voler mais volait peu du fait de ses ailes relativement petites par rapport à sa taille.
Le spécimen type de cette espèce est le NMNZ S.4246 isolé du site n°5 de l'île d'Henderson. La description de cette espèce s'est faîte sur la base de 18 ossements provenant de quatre sites archéologiques de l'île Henderson, principalement d'anciens dépotoirs polynésiens. Les affinités du nouveau genre sont incertaines, mais des comparaisons avec d'autres taxons suggèrent que, parmi les espèces vivantes, il serait le plus étroitement lié au pigeon Nicobar ou au pigeon à bec dent et, par extension, au dodo,.
De plus, une espèce indéterminée peut-être la même que B. obsoleta, a été trouvée dans l'archipel des Gambier. Selon FossilWorks, 7 specimens auraient été retrouvés en Polynésie française et dans le groupe d'île Pitcairn.

## Extinction
Le pigeon de l'île Henderson se serait éteint à la suite de la colonisation humaine d'Henderson par des polynésiens, un événement qui s'était produit vers 1050 de l'ère commune,. Deux des trois autres espèces de pigeons de l'île ont également disparu, tout comme d'autres genres d'oiseaux.